# Communauté somalienne de Finlande

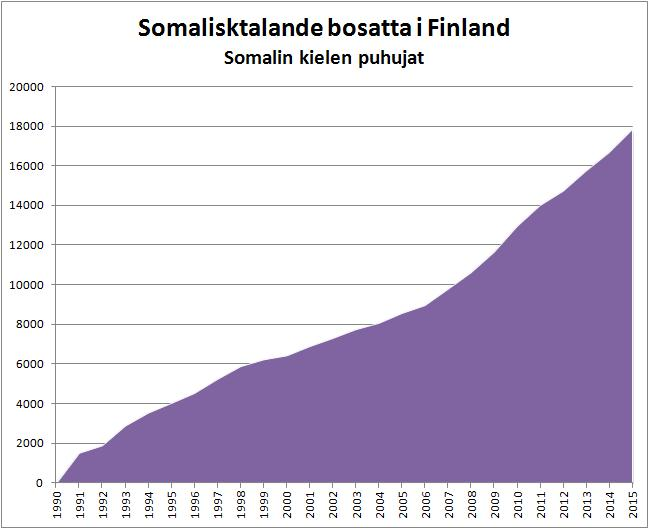
Évolution du nombre de locuteurs de langue somalienne en Finlande au cours des dernières années

La communauté somalienne de Finlande est une des principales minorité ethnique en Finlande. C'est de loin la principale minorité non européenne et le principal groupe de demandeurs d'asile.

## Histoire
Les premiers somaliens sont arrivés en Finlande au moment de l'effondrement de l'URSS. Entre mai 1990 et février 1991 pas moins de 1 800 somaliens auparavant établis en URSS choisissent de demander l'asile politique à la Finlande. Les années suivantes voient arriver des somaliens fuyant la Guerre civile somalienne et une situation qui s'aggrave dans leur pays après la chute de Siad Barre, notamment via des dispositifs de regroupement familial.
À cette époque, la Finlande connaît la pire crise économique subie par un pays de l'OCDE après la seconde Guerre mondiale, ce qui rend très difficile l'intégration des nouveaux arrivants sur un marché du travail en situation catastrophique.

## Situation démographique
En 2006, la Finlande compte 16 721 personnes parlant le somali comme langue maternelle, dont 4 623 qui conservent la nationalité somalienne.
En 2019, la Finlande compte 21 920 personnes parlant le somali comme langue maternelle, soit 0,4 % de la population totale du pays.
Pour la période 2017 à 2020, l'indice de fécondité des personnes nées en Somalie est de 3,7 enfants par femme (contre 1,4 au niveau national).

## Situation économique et politique
Malgré l'amélioration de la situation économique, l'intégration des Somaliens reste très difficile. Peu qualifiés et subissant le racisme d'une partie de la population, 53 % des personnes en âge de travailler sont au chômage, un chiffre excédé uniquement pour les communautés irakiennes et afghanes arrivées beaucoup plus récemment (au 30 avril 2007).
Malgré l'activisme de certains membres de la communauté, la représentation politique reste faible et se limite à quelques conseillers municipaux dans les grandes villes. Lors des élections législatives de 2007, Zahra Abdulla, conseillère municipale d'Helsinki, a manqué l'élection au parlement de quelques dizaines de voix (la télévision nationale ayant même par erreur annoncé son élection au cours du dépouillement).